# Dương Vân Nga
Dương Vân Nga, död 1000, var en vietnamesisk kejsarinna och regent. Hon var gift med kejsar Dinh Bo Linh (r. 968-979) och kejsar Le Hoan (r. 980-1005). Hon var mor till kejsar Dinh Tue (r. 979-980) och hans förmyndare och regent 979-980.
Dương Vân Nga var först gift med kejsar Dinh Bo Linh. Vid hans död 979 blev hon förmyndare och regent för hans efterträdare, deras sex år gamle son, Dinh Tue, biträdd av general Lê Hoàn. Enligt uppgift ska hon ha haft ett förhållande med Le Hoan. Vid denna tid invaderades Vietnam av Kina. 
Med argumentet att Vietnam behövde en vuxen och kapabel monark i en sådan krissituation, abdikerade hon 980 för sin sons räkning och lät placera sin älskare general Lê Hoàn på tronen med stöd av majoriteten av hovets medlemmar. Året därpå lyckades Le Hoan avvärja den kinesiska invasionen, och gifte sig med henne. 
Enligt den konfucianska moralkoden var det tabu för en änka att gifta om sig, särskilt då det här handlade om en man som gifte om sig med sin före detta överordnades änka: äktenskapet var kontroversiellt både i samtiden och i Vietnams historieskrivning, och det var första gången i Vietnams historia det inträffade.   